# Oblast' di Kirov
L'oblast' di Kirov (in russo Кировская область?, Kirovskaja oblastʾ) è un'oblast della Russia che si estende tra la pianura russa e gli Urali settentrionali.
Provincia particolarmente industrializzata (meccaniche, metalmeccaniche e chimiche) sfrutta anche le foreste di cui esporta il pregiato legname.

## Città principali
La capitale dell'oblast' è Kirov, sul fiume Vjatka, 770 km a nordest di Mosca; altre città importanti sono:
- Kirovo-Čepeck
- Kotel'nič
- Slobodskoj
- Vjatskie Poljany
- Orlov

## Geografia antropica

### Suddivisioni amministrative

#### Rajon
La oblast' di Kirov comprende 39 rajon (fra parentesi il capoluogo; sono indicati con un asterisco i capoluoghi non direttamente dipendenti dal rajon ma posti sotto la giurisdizione della oblast'):
- Arbažskij (Arbaž)
- Afanas'evskij (Afanas'evo)
- Belocholunickij (Belaja Cholunica)
- Bogorodskij (Bogorodskoe)
- Darovskoj (Darovskoj)
- Falënskij (Falënki)
- Jaranskij (Jaransk)
- Jur'janskij (Jur'ja)
- Kiknurskij (Kiknur)
- Kil'mez'skij (Kil'mez')
- Kirovo-Čepeckij (Kirovo-Čepeck*)
- Kotel'ničskij (Kotel'nič*)
- Kumënskij (Kumëny)
- Lebjažskij (Lebjaž'e)
- Luzskij (Luza)
- Malmyžskij (Malmyž)
- Murašinskij (Muraši)
- Nagorskij (Nagorsk)
- Nemskij (Nema)
- Nolinskij (Nolinsk)

- Omutninskij (Omutninsk)
- Oparinskij (Oparino)
- Oričevskij (Oriči)
- Orlovskij (Orlov)
- Pižanskij (Pižanka)
- Podosinovskij (Podosinovec)
- Šabalinskij (Leninskoe)
- Sančurskij (Sančursk)
- Slobodskoj (Slobodskoj*)
- Sovetskij (Sovetsk)
- Sunskij (Suna)
- Svečinskij (Sveča)
- Tužinskij (Tuža)
- Uninskij (Uni)
- Uržumskij (Uržum)
- Verchnekamskij (Kirs)
- Verchošižemskij (Verchošižem'e)
- Vjatskopoljanskij (Vjatskie Poljany*)
- Zuevskij (Zuevka)

#### Città
I centri abitati della oblast' che hanno lo status di città (gorod) sono 18 (in grassetto le città sotto la diretta giurisdizione della oblast', che costituiscono una divisione amministrativa di secondo livello):
- Belaja Cholunica
- Jaransk
- Kirov
- Kirovo-Čepeck
- Kirs
- Kotel'nič

- Luza
- Malmyž
- Muraši
- Nolinsk
- Omutninsk
- Orlov

- Slobodskoj
- Sosnovka
- Sovetsk
- Uržum
- Vjatskie Poljany
- Zuevka

#### Insediamenti di tipo urbano
I centri urbani con status di insediamento di tipo urbano sono invece 41 (in grassetto gli insediamenti di tipo urbano sotto la diretta giurisdizione della oblast', che costituiscono una divisione amministrativa di secondo livello):
- Afanas'evo
- Arbaž
- Arkul'
- Bogorodskoe
- Darovskoj
- Dem'janovo
- Falënki
- Jur'ja
- Kiknur
- Kil'mez'
- Kosino
- Krasnaja Poljana
- Kumëny
- Lal'sk

- Lebjaž'e
- Leninskoe
- Lesnoj
- Lëvincy
- Mirnyj
- Murygino
- Nagorsk
- Nema
- Nižneivkino
- Oparino
- Oriči
- Pervomajskij
- Peskovka
- Pinjug

- Pižanka
- Podosinovec
- Rudničnyj
- Sančursk
- Striži
- Suna
- Sveča
- Svetlopoljansk
- Tuža
- Uni
- Vachruši
- Verchošižem'e
- Vostočnyj

## Artigianato locale
Un tipico prodotto dell'artigianato locale è il giocattolo di Dymkovo.